# أندريه فيليبي
أندريه فيليبي ريبيرو دي سوزا (بالبرتغالية: André Felipe Ribeiro de Souza) هو لاعب كرة قدم برازيلي في مركز الهجوم، ولد في 27 سبتمبر 1990 في كابو فريو في البرازيل. شارك مع منتخب البرازيل لكرة القدم. أما مع النوادي، فقد لعب مع أتلتيكو مينيرو وبوتافوغو ريغاتاس وجيروندان بوردو ودينامو كييف ونادي سانتوس ونادي سبورت ريسيفه ونادي فاسكو دا غاما ونادي كورينثيانز.

## وصلات خارجية
- أندريه فيليبي ريبيرو دي سوزا على موقع اتحاد تركيا (لاعب) (الإنجليزية)
- أندريه فيليبي ريبيرو دي سوزا على موقع اتحاد أوكرانيا (الإنجليزية)
- أندريه فيليبي ريبيرو دي سوزا على موقع قاعدة بيانات كرة القدم.إي يو (الإنجليزية)
- أندريه فيليبي ريبيرو دي سوزا على موقع بيانات كرة القدم. دي إي (الألمانية)
- أندريه فيليبي ريبيرو دي سوزا على موقع ليكيب (الفرنسية)
- أندريه فيليبي ريبيرو دي سوزا على موقع ناشيونال فوتبول تيمز (الإنجليزية)
- أندريه فيليبي ريبيرو دي سوزا على موقع Soccerway.com (الإنجليزية)
- أندريه فيليبي ريبيرو دي سوزا على موقع عالم كرة القدم.نت (الإنجليزية)
- أندريه فيليبي ريبيرو دي سوزا على موقع AS.com (الإسبانية)